# Micromus striolatus
Micromus striolatus är en insektsart som beskrevs av C.-k. Yang 1997. Micromus striolatus ingår i släktet Micromus och familjen florsländor. Inga underarter finns listade i Catalogue of Life.